# (10541) Malesherbes
Pour les articles homonymes, voir Malesherbes (homonymie).
(10541) Malesherbes est un astéroïde de la ceinture principale.

## Description
(10541) Malesherbes est un astéroïde de la ceinture principale. Il fut découvert le 31 décembre 1991 à l'Observatoire de Haute-Provence par Eric Walter Elst. Il présente une orbite caractérisée par un demi-grand axe de 2,27 ua, une excentricité de 0,16 et une inclinaison de 5,8° par rapport à l'écliptique.

## Compléments